# 31129 Langyatai
31129 Langyatai è un asteroide della fascia principale. Scoperto nel 1997, presenta un'orbita caratterizzata da un semiasse maggiore pari a 2,5530542 UA e da un'eccentricità di 0,1433131, inclinata di 12,10318° rispetto all'eclittica.